# Villefranche-sur-Saône (quận)
Quận Villefranche-sur-Saône là một quận của Pháp, nằm ở tỉnh Rhône, ở vùng Auvergne-Rhône-Alpes. Quận này có 11 tổng và 131 xã.

## Các đơn vị hành chính

### Các tổng
Các tổng của quận Villefranche-sur-Saône là: 
1. Amplepuis
2. Anse
3. Beaujeu
4. Belleville
5. Le Bois-d'Oingt
6. Gleizé
7. Lamure-sur-Azergues
8. Monsols
9. Tarare
10. Thizy
11. Villefranche-sur-Saône

### Các xã
Các xã của quận Villefranche-sur-Saône, và mã INSEE là: 
| 1. Affoux (69001)                     | 2. Aigueperse (69002)                         | 3. Alix (69004)                       |
| 4. Ambérieux (69005)                  | 5. Amplepuis (69006)                          | 6. Ancy (69008)                       |
| 7. Anse (69009)                       | 8. Arnas (69013)                              | 9. Avenas (69015)                     |
| 10. Azolette (69016)                  | 11. Bagnols (69017)                           | 12. Beaujeu (69018)                   |
| 13. Belleville (69019)                | 14. Belmont-d'Azergues (69020)                | 15. Blacé (69023)                     |
| 16. Bourg-de-Thizy (69025)            | 17. Cenves (69035)                            | 18. Cercié (69036)                    |
| 19. Chambost-Allières (69037)         | 20. Chamelet (69039)                          | 21. Charentay (69045)                 |
| 22. Charnay (69047)                   | 23. Chazay-d'Azergues (69052)                 | 24. Chessy (69056)                    |
| 25. Chiroubles (69058)                | 26. Châtillon (69050)                         | 27. Chénas (69053)                    |
| 28. Chénelette (69054)                | 29. Claveisolles (69060)                      | 30. Cogny (69061)                     |
| 31. Corcelles-en-Beaujolais (69065)   | 32. Cours-la-Ville (69066)                    | 33. Cublize (69070)                   |
| 34. Dareizé (69073)                   | 35. Denicé (69074)                            | 36. Dième (69075)                     |
| 37. Dracé (69077)                     | 38. Fleurie (69084)                           | 39. Frontenas (69090)                 |
| 40. Gleizé (69092)                    | 41. Grandris (69093)                          | 42. Jarnioux (69101)                  |
| 43. Joux (69102)                      | 44. Juliénas (69103)                          | 45. Jullié (69104)                    |
| 46. La Chapelle-de-Mardore (69041)    | 47. Lacenas (69105)                           | 48. Lachassagne (69106)               |
| 49. Lamure-sur-Azergues (69107)       | 50. Lancié (69108)                            | 51. Lantignié (69109)                 |
| 52. Le Bois-d'Oingt (69024)           | 53. Le Breuil (69026)                         | 54. Le Perréon (69151)                |
| 55. Les Ardillats (69012)             | 56. Les Olmes (69147)                         | 57. Les Sauvages (69174)              |
| 58. Liergues (69114)                  | 59. Limas (69115)                             | 60. Lozanne (69121)                   |
| 61. Lucenay (69122)                   | 62. Légny (69111)                             | 63. Létra (69113)                     |
| 64. Marchampt (69124)                 | 65. Marcy (69126)                             | 66. Mardore (69128)                   |
| 67. Marnand (69129)                   | 68. Meaux-la-Montagne (69130)                 | 69. Moiré (69134)                     |
| 70. Monsols (69135)                   | 71. Montmelas-Saint-Sorlin (69137)            | 72. Morancé (69140)                   |
| 73. Odenas (69145)                    | 74. Oingt (69146)                             | 75. Ouroux (69150)                    |
| 76. Pommiers (69156)                  | 77. Pont-Trambouze (69158)                    | 78. Pontcharra-sur-Turdine (69157)    |
| 79. Pouilly-le-Monial (69159)         | 80. Poule-les-Écharmeaux (69160)              | 81. Propières (69161)                 |
| 82. Quincié-en-Beaujolais (69162)     | 83. Ranchal (69164)                           | 84. Rivolet (69167)                   |
| 85. Ronno (69169)                     | 86. Régnié-Durette (69165)                    | 87. Saint-Appolinaire (69181)         |
| 88. Saint-Bonnet-des-Bruyères (69182) | 89. Saint-Bonnet-le-Troncy (69183)            | 90. Saint-Christophe (69185)          |
| 91. Saint-Clément-de-Vers (69186)     | 92. Saint-Clément-sur-Valsonne (69188)        | 93. Saint-Cyr-le-Chatoux (69192)      |
| 94. Saint-Didier-sur-Beaujeu (69196)  | 95. Saint-Forgeux (69200)                     | 96. Saint-Georges-de-Reneins (69206)  |
| 97. Saint-Igny-de-Vers (69209)        | 98. Saint-Jacques-des-Arrêts (69210)          | 99. Saint-Jean-d'Ardières (69211)     |
| 100. Saint-Jean-des-Vignes (69212)    | 101. Saint-Jean-la-Bussière (69214)           | 102. Saint-Julien (69215)             |
| 103. Saint-Just-d'Avray (69217)       | 104. Saint-Lager (69218)                      | 105. Saint-Laurent-d'Oingt (69222)    |
| 106. Saint-Loup (69223)               | 107. Saint-Mamert (69224)                     | 108. Saint-Marcel-l'Éclairé (69225)   |
| 109. Saint-Nizier-d'Azergues (69229)  | 110. Saint-Romain-de-Popey (69234)            | 111. Saint-Vincent-de-Reins (69240)   |
| 112. Saint-Vérand (69239)             | 113. Saint-Étienne-des-Oullières (69197)      | 114. Saint-Étienne-la-Varenne (69198) |
| 115. Sainte-Paule (69230)             | 116.Salles-Arbuissonnas-en-Beaujolais (69172) | 117. Taponas (69242)                  |
| 118. Tarare (69243)                   | 119. Ternand (69245)                          | 120. Theizé (69246)                   |
| 121. Thel (69247)                     | 122. Thizy (69248)                            | 123. Trades (69251)                   |
| 124. Valsonne (69254)                 | 125. Vaux-en-Beaujolais (69257)               | 126. Vauxrenard (69258)               |
| 127. Vernay (69261)                   | 128. Ville-sur-Jarnioux (69265)               | 129. Villefranche-sur-Saône (69264)   |
| 130. Villié-Morgon (69267)            | 131. Émeringes (69082)                        |                                       |